# Radula visianica
Radula visianica là một loài rêu trong họ Radulaceae. Loài này được C. Massal. mô tả khoa học đầu tiên năm 1904.